# Batalla de Yique
La batalla de Yique (293 a. C.) fue un enfrentamiento decisivo durante la guerra del rey Qin Zhaoxiang contra la alianza entre Wei y Han sucedido en Yique (cerca del actual Luoyang, provincia de Henan) durante el período de los Reinos Combatientes. El comandante Qin era Bai Qi, quién tomo las fortalezas aliadas una por una, destruyendo la mitad de la fuerza enemiga. La batalla terminó con la captura del general aliado Gongsun Xi, la muerte de 240.000 tropas y la captura de cinco ciudades aliadas, incluida Yique. Tras la batalla Han y Wei se vieron forzadas a entregar algunos territorios para conseguir la paz.